# Црква Светог Јована Крститеља у Алексиначком Бујмиру
Црква Светог Јована Крститеља у Алексиначком Бујмиру, насељеном месту на територији општине Алексинац, припада Епархији нишкој Српске православне цркве.
Црква посвећена Светом Јовану Крститељу подигнута је 1998. године и није освештана.